# Max Stenbeck
Max Stenbeck, född 1985 på Long Island i New York i USA, död 16 mars 2015 i New York, var en svensk-amerikansk företagare och finansman.
Max Stenbeck var son till Jan och Merrill Stenbeck samt bror till Cristina, Hugo och Sophie Stenbeck. Syskonens far hade även sonen Felix Granander.  
Max Stenbeck växte upp och bodde i New York hela livet. 
Max Stenbeck utbildade sig på New York University. Han var tillsammans med sin syster Cristina Stenbeck huvudägare till Kinnevik-koncernen via det Luxemburgbaserade holdingboladet Verdere S.a.r.l., i vilket Max Stenbeck var ordförande.
Stenbeck var 30 år gammal när han 2015 avled efter att ha drabbats av komplikationer av den diabetes som han lidit av i tio år.